# Cliffordův torus

Stereografická projekce jednoduché rotace Cliffordova toru

Topologicky pravoúhelník je fundamentální polygon toru, s opačnými hranami sešitými dohromady.

Cliffordův torus (pojmenovaný po Williamu Kingdonu Cliffordovi) je v geometrické topologii nejjednodušší a nejsymetričtější ploché vložení kartézského součinu dvou jednotkových kružnic S 1
a  a S 1
b  (ve stejném smyslu, v němž je „plochý“ povrch válce). Cliffordův torus nepatří do prostoru R3, ale do R4. Pro pochopení, proč je nestačí R3, je třeba si všimnout, že pokud S 1
a  i S 1
b  existují ve vlastních nezávislých vložených prostorech R 2
a  a R 2
b , výsledný součinový prostor bude R4, nikoli R3. Historicky oblíbená představa, že kartézský součin dvou kružnic je R3-torus, naopak vyžaduje vysoce asymetrickou aplikaci operátoru rotace na druhou kružnici, aby tato kružnice měla pouze jednu nezávislou osu z, když pro první kružnici byly použity osy x a y.
Jinak řečeno, vložení toru do R3 je asymetrická projekce, která snižuje počet rozměrů maximálně symetrického Cliffordova toru vloženého do R4, obdobná projekci hran krychle na list papíru. Taková projekce vytváří obraz s menším počtem rozměrů, který sice přesně zachycuje propojení hran krychle, ale vyžaduje výběr a odstranění jedné ze tří plně symetrických a zaměnitelných os krychle.
Pokud obě kružnice S 1
a  a S 1
b  mají poloměr {\displaystyle \textstyle {\sqrt {1/2}}}, jejich součin vytvářející Cliffordův torus se přesně vejde do jednotkové 3-sféry S3, která je 3rozměrnou podvarietou R4. Je-li to matematicky pohodlné, můžeme předpokládat, že Cliffordův torus je umístěný v prostoru komplexních souřadnic C2, protože C2 je topologicky ekvivalentní s R4.
Cliffordův torus je příkladem čtvercového toru, protože je izometrií čtverce se ztotožněnými opačnými stranami. Je také znám jako Eukleidovský 2-torus (“2“ je jeho topologický rozměr); obrazec zvolený tak, aby zachovával Eukleidovskou geometrii[ujasnit] jako, pokud ono byly plochý, zatímco povrch běžné „Americké koblihy“-tvarován torus je kladně zakřivený na vnější hranici a záporně zakřivený na vnitřní. Přestože má jinou geometrii než standardní vložení toru do trojrozměrného eukleidovského prostoru, může být čtvercový torus také vložen do trojrozměrného prostoru podle Nashovy věty o vložení; jedno možné vložení mění standardní torus na fraktální množinu vlnek běžících ve dvou kolmých směrech po povrchu.

## Formální definice
Jednotková kružnice S1 v R2 může být parametrizován úhlem souřadnic:
{\displaystyle S^{1}=\{(\cos \theta ,\sin \theta )\mid 0\leq \theta <2\pi \}.}
V jiný kopii R2, nabývá jiné kopie jednotkové kružnice
{\displaystyle S^{1}=\{(\cos \varphi ,\sin \varphi )\mid 0\leq \varphi <2\pi \}.}
Pak Cliffordův torus je
{\displaystyle {\tfrac {1}{\sqrt {2}}}S^{1}\times {\tfrac {1}{\sqrt {2}}}S^{1}=\{{\tfrac {1}{\sqrt {2}}}(\cos \theta ,\sin \theta ,\cos \varphi ,\sin \varphi )\mid 0\leq \theta <2\pi ,0\leq \varphi <2\pi \}.}
Protože každá kopie S1 je vložení podvarieta R2, Cliffordův torus je vložený torus v R2 × R2 = R4.
Pokud R4 popisuje vztah souřadnic (x1, y1, x2, y2), pak Cliffordův torus popisuje vztah
{\displaystyle x_{1}^{2}+y_{1}^{2}=1/2=x_{2}^{2}+y_{2}^{2}.}
To ukazuje, že v R4 Cliffordův torus je podvarietou jednotkové 3-sféry S3.
je snadné ověřit, že Cliffordův torus je minimálním povrchem v S3.

### Alternativní odvození pomocí komplexních čísel
Je také běžné uvažovat Cliffordův torus jako vložený torus v C2. Ve dvou kopiích C máme následující jednotkovou kružnici (stále parametrizovanovou úhlem souřadnic):
{\displaystyle S^{1}=\{e^{i\theta }\mid 0\leq \theta <2\pi \}}
a
{\displaystyle S^{1}=\{e^{i\varphi }\mid 0\leq \varphi <2\pi \}.}
Nyní Cliffordův torus se objevuje jako
{\displaystyle {\tfrac {1}{\sqrt {2}}}S^{1}\times {\tfrac {1}{\sqrt {2}}}S^{1}=\{{\tfrac {1}{\sqrt {2}}}(e^{i\theta },e^{i\varphi })\,|\,0\leq \theta <2\pi ,0\leq \varphi <2\pi \}.}
Stejně jako výše jde o vloženou podvarietu v jednotková kouli S3 v C2.
Pokud C2 popisuje vztah souřadnic (z1, z2), pak Cliffordův torus popisuje vztah
{\displaystyle \left|z_{1}\right|^{2}=1/2=\left|z_{2}\right|^{2}.}
Podle výše uvedené definice je vzdálenost jakéhokoli bodu Cliffordova toru od počátku souřadnicového systému C2
{\displaystyle {\sqrt {{\frac {1}{2}}\left|e^{i\theta }\right|^{2}+{\frac {1}{2}}\left|e^{i\varphi }\right|^{2}}}=1.}
Množina všech bodů ve vzdálenost 1 od počátku souřadnicového systému C2 je jednotka 3-sféry a tak Cliffordův torus vložený do této 3-sféry. Cliffordův torus totiž dělí tuto 3-sféru na dva shodné pevné tory (viz Heegaardovo rozdělení).
Protože O(4) je akcí na R4 při ortogonálních transformacích, můžeme rigidní rotací přeměnit „standardní“ Cliffordův torus definovaný výše na jiné ekvivalentní tory, které všechny nazýváme „Cliffordův torus“. Šestirozměrná grupa O(4) je tranzitivní akcí na prostoru všech takových Cliffordových torů vložený do 3-sféry. Tato akce má však dvourozměrný stabilizátor (viz akce grupy na množině) protože rotace v meridionální a délkovém směru toru zachovává torus (jako protiklad k se šíří ono na různé/jiný/odlišný torus). Tudíž, existuje skutečně čtyřrozměrný prostor Cliffordových torů. Existuje totiž vzájemně jednoznačná korespondence mezi Cliffordovými tory v jednotkové 3-sféry a dvojicemi polárních hlavních kružnic (tj. hlavních kružnic, které jsou maximálně oddělené). Je-li dán Cliffordův torus, související/příslušnými polární hlavní kružnice jsou core kružnice každého z dva komplementární oblasti. Naopak, pro jakoukoli dvojici polárních hlavních kružnic, související/příslušnými Cliffordův torus je geometrické místo bodů bodů 3-sféry, které jsou stejně vzdálené od obou kružnic.

## Obecnější definice Cliffordových torů
Ploché tory v jednotkové 3-sféry S3, které jsou součinem kružnic o poloměru r ve stejné 2-rovině R2 a poloměru {\displaystyle {\sqrt {1-r^{2}}}} v jiné 2-rovině R2 se také někdy nazývají „Cliffordovy tory“.
Na tytéž kružnice můžeme pohlížet jako že mají poloměry, které jsou cos(θ) a sin(θ) pro nějaký úhel θ v intervalu 0 ≤ θ ≤ π/2 (kam zahrnujeme degenerované případy θ = 0 a θ = π/2).
Sjednocení pro 0 ≤ θ ≤ π/2 všech těchto torů tvaru
{\displaystyle T_{\theta }=S(\cos \theta )\times S(\sin \theta )}
(kde S(r) označuje kružnice v rovina R2 definovaný vztahem mající střed (0, 0) a poloměr r) je 3-sféra S3. (Pamatujte, že musíme zahrnout dva degenerované případy θ = 0 a θ = π/2, z nichž každý odpovídá hlavní kružnici S3 a který současně dává dvojici polárních hlavních kružnic.)
Lze hned vidět, že aby tento torus Tθ měl plochu
{\displaystyle \operatorname {area} (T_{\theta })=4\pi ^{2}\cos \theta \sin \theta =2\pi ^{2}\sin 2\theta ,}
pak pouze torus Tπ/4 má maximální možnou plochu 2π2. Tento torus Tπ/4 je torus Tθ, který se nejčastěji nazývá „Cliffordův torus“ – a je také jediným z Tθ, který je minimálním povrchem v S3.

## Ještě obecnější definice Cliffordových torů pro vyšší dimenze
Jakákoli jednotková koule S2n−1 v eukleidovském prostor sudé dimenze R2n = Cn může být vyjádřena pomocí komplexních souřadnic takto:
{\displaystyle S^{2n-1}=\{(z_{1},\ldots ,z_{n})\in \mathbf {C} ^{n}:|z_{1}|^{2}+\cdots +|z_{n}|^{2}=1\}.}
Pak, pro jakákoli nezáporná čísla r1, ..., rn tak, že r12 + ... + rn2 = 1, můžeme definovat zobecněný Cliffordův torus takto:
{\displaystyle T_{r_{1},\ldots ,r_{n}}=\{(z_{1},\ldots ,z_{n})\in \mathbf {C} ^{n}:|z_{k}|=r_{k},~1\leqslant k\leqslant n\}.}
Tyto zobecněné Cliffordovy tory jsou vesměs disjunktní. Můžeme jednou opět dojít k závěru, že sjednocení každého jeden těchto torů Tr1, ..., rn je jednotka (2n − 1)-koule S2n−1 (kam musíme opět zahrnout degenerované případy, kde alespoň jeden z poloměrů rk = 0).

## Vlastnosti
- Cliffordův torus je „plochý“; může být narovnán do roviny bez napnutí, na rozdíl od standardního rotačního toru.
- Cliffordův torus dělí 3-sféru na dva shodné pevné tory. (Ve stereografické projekci se Cliffordův torus objevuje jako standardní rotační torus. Fakt, že dělí 3-sféru stejně znamená, že vnitřek promítnutého toru je ekvivalentní s vnějškem, což nelze snadno vizualizovat).

## Použití v matematice
V symplektické geometrii je Cliffordův torus příkladem vložené symplektické variety C2 se standardní symplektickou strukturou. (Samozřejmě jakýkoli součin vložené kružnice v C dává Lagrangovský torus C2, takže to nemusí být Cliffordovy tory.)
Hsiangova–Lawsonova domněnka tvrdí, že každý torus minimálně vložený do 3-sféry s round metric musí být Cliffordův torus. Tuto domněnku dokázal Simon Brendle v roce 2012.
Cliffordovy tory a jejich obrazy při konformní transformaci jsou globální minimalizátory Willmorova funkcionálu.